# 菲沃圣母堂
菲沃圣母堂（Église Notre-Dame-de-Fives de Lille）是一座罗马天主教教堂，位于位于法国北部省里尔菲沃区的修道院广场（place du Prieuré）。
服务此处的地铁站是菲沃站。

## 历史
1851年，莱昂·米塞梅克院长请建筑师查理·勒罗伊设计建造一座美丽的大教堂，以应对堂区不断增长人口的需要。1852年举行了奠基仪式，1856年由雷格尼尔主教举行了祝圣仪式。1869年扩建。该堂曾受到两次世界大战轰炸的破坏，已经几度进行修复。在第一次世界大战期间，其大钟被德国人抢走熔化，1923年重新安装，2011年更换。2010年建筑进行修复，2015年完工。
2015年7月10日，该堂列为法国历史遗迹。

## 建筑
这座教堂由建筑师查理·勒罗伊设计，新哥特式风格，使用红砖砌筑。

## 内部
教堂内装饰着里尔玻璃画家欧内斯特·豪赛尔（Ernest Haussaire）在1899年至1904年间创作的花窗玻璃。
装饰咏经席的是布鲁诺·查里尔（Bruno Chérier）的四幅画：《炼狱的灵魂》、La Cour Céleste,《聪明的童女和愚拙的童女》以及La Communion en viatique。前三幅1873年出现在巴黎的沙龙，最后一幅1878年在沙龙展出 。
堂内的管风琴原来在圣救主堂，还有一尊美丽的雕像来自老菲沃圣母堂。